# Bobby Isaac

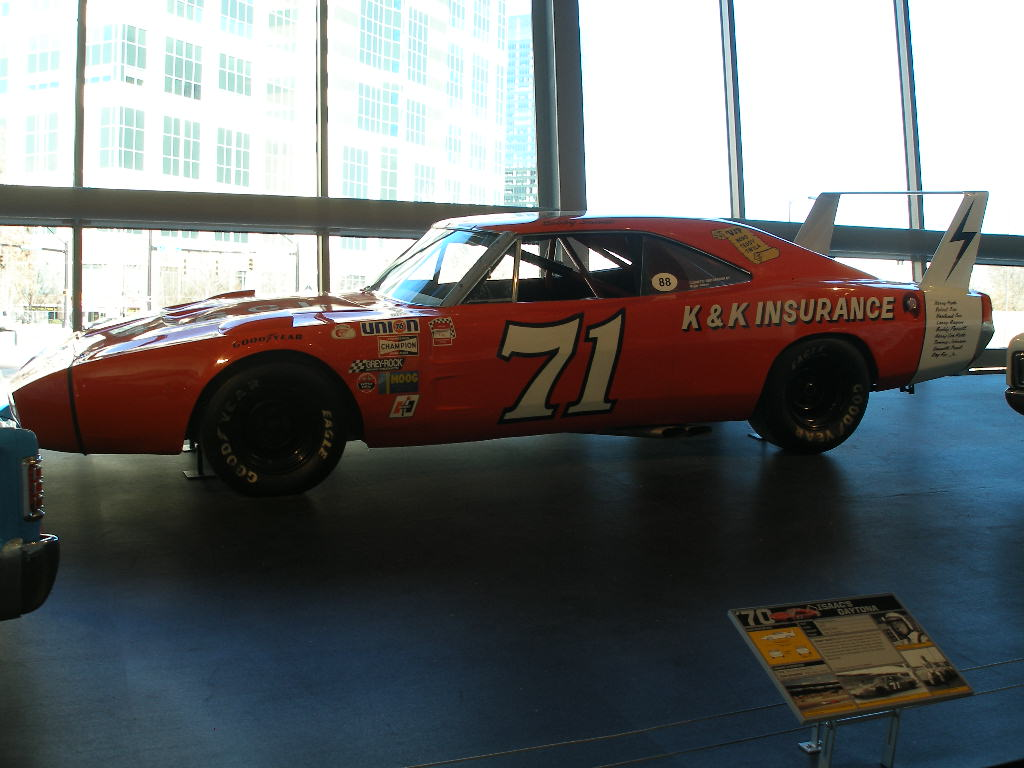
Carro de Bobby Isaac na NASCAR na década de 1970.

Bobby Isaac (Catawba (Carolina do Norte), 1 de agosto de 1932 - 14 de agosto de 1977) foi um piloto estadunidense da NASCAR, foi campeão da categoria em  1970.